# Nagyszabos
Nagyszabos (szlovákul: Slavošovce, 1932 előtt Veľká Slaboška) község Szlovákiában, a Kassai kerület Rozsnyói járásában.

## Fekvése
Rozsnyótól 29 km-re nyugatra, a Szlovák-érchegység délkeleti részén fekszik.

## Története
1318-ban „Szederjes” néven említik először, a Bebekek csetneki uradalmához tartozott. 1346-ban „Slavosfalva”, 1367-ben „Slauoshaza”, 1378-ban „Zederyes” néven szerepel az írott forrásokban. Lakói szlovákok és ruszinok voltak, akik pásztorkodással, bányászattal, favágással, szénégetéssel foglalkoztak. Már 1396-ban vashámorok működtek a településen. 1427-ben 15 portája volt.
1596-tól 1686-ig török uralom alatt állt. A 17. századtól az Andrássyak birtoka. Lakossága régen vasércbányászatból élt, a községben vashámorok is működtek. 1634-ben két vashámor működött itt. 1709-1710-ben 126 lakos esett áldozatul a pestisjárványnak.
A 18. század végén Vályi András így ír róla: „Kis, és Nagy Szlabos. Slavorum villa, Slabosovcze. Két tót falu Gömör Várm. földes Uraik leginkább Andrási, és más Uraságok is, lakosaik katolikusok, és többen evangelikusok, fekszenek Rochfalva felett, Csetnekhez nem igen meszsze; 1561-ben az Ozmanok’ jármát sínylették, 1765-ben pedig elégett vala; határbéli földgyeik a’ lakosoknak számokhoz képest kevesek; 3 vas hámorjok van, mellyekben a’ férjfiak, az aszszonyok pedig lennel is foglalatoskodnak; fájok nintsen.”
A 18. század végétől papírmalmai üzemeltek, ma itt van Szlovákia egyik legnagyobb, 1817-ben alapított papírgyára. Több céh is működött a településen, így a csizmadiáké, a szabóké és a takácsoké. 1828-ban 102 házában 797 lakos élt.
A 19. század közepén Fényes Elek eképpen írja le: „Nagy-Szlabos, csinos és vagyonos tót falu, Gömör és Kis-Honth egyesült vármegyékben, Csetnekhez északra 1 1/2 órányira: 14 kath., 780 evang. lak., kik közt sok mesterember találtatik. Evang. anyaszentegyház. Három vashámor. Határán erdeje nincs, csak bokrosa; rétje szinte kevés; de földje bőven van. A csetneki urad. tartozik. Van itt derék papirgyár, melly jó géppapirost készit. Ut. p. Rosnyó 5 1/4 órányira.”
Borovszky monográfiasorozatának Gömör-Kishont vármegyét tárgyaló része szerint: „Nagyszlabos, a csetneki völgyben fekvő kisközség, körjegyzőségi székhely, 146 házzal és 887, nagyobbrészben tótajkú és ág. ev. h. vallású lakossal. E községre már 1346-ban találunk adatokat, a mikor Szlavosfalva néven szerepel. 1367-ben Slanoshaza, 1498-ban pedig Zlauos alakban említik az egykori oklevelek. Hajdan a csetneki uradalomhoz tartozott, de később kisebb nemesek birtokába került. 1648-ban Fejérváry Zsigmondot, utána Nagybányai Gáspárt, 1697-ben Szathmáry Jánost és 1700-ban ifj. Draveczky János uralta. A török világban messze környéken csak Nagyszlaboson volt keresztény templom és a hívők messze vidékről itt gyűltek össze istentiszteletre. Itt van az I. Magyar Papiripar Részvénytársaság óriási ipartelepe, melyről más helyen részletesebben szólunk. 1848-ban a papirgyárat ágyúöntővé alakították át és itt készítették a magyar tüzérség számára az ágyúgolyókat. A község háromizben majdnem teljesen leégett, ú. m. 1765-ben, 1829-ben és 1836-ban. Az ág. h. ev. templom 1545-ben épült és később 74megnagyobbíttatott. Az egyház több, XVI. századból való szentedényt őriz. A községben van posta, távíró és vasúti állomás.”
1920-ig Gömör-Kishont vármegye Rozsnyói járásához tartozott.

## Népessége
| Év:            | 1994. | 2004.   | 2014.   | 2024.   |
| -------------- | ----- | ------- | ------- | ------- |
| Emberek száma: | 1841  | 1837    | 1931    | 1804    |
| Eltérés:       |       | -0,21 % | +5,11 % | -6,57 % |

| Év:            | 2023. | 2024.   |
| -------------- | ----- | ------- |
| Emberek száma: | 1811  | 1804    |
| Eltérés:       |       | -0,38 % |

1910-ben 925-en, többségében szlovák anyanyelvűek lakták, jelentős magyar kisebbséggel.
2001-ben 1840 lakosából 1645 szlovák, 147 cigány, 25 magyar volt.
2011-ben 1967 lakosából 1441 szlovák, 282 cigány, és 14 magyar volt.

## Nevezetességei
- Evangélikus temploma 1395-ben épült gótikus stílusban. A 15–16. században megújították. Barokk oltára és berendezése 1775-ben készült. Reneszánsz keresztelő medencéje 1630-ból való.
- Pavol Emanuel Dobsinsky szülőháza.

## Neves személyek
- Itt született 1640-ben Steller Tamás evangélikus tanár és lelkész.
- Itt született 1828. május 16-án Pavol Emanuel Dobšinský szlovák történész, író, a szlovák népmesék és mondák gyűjtője.